# Марія Тереза де Сільва Альварез де Толедо
Марія Тереза де Сільва Альварес де Толедо, герцогиня Альба[а] (Мадрид, 10 червня 1762 р. — Мадрид, 23 липня 1802 р.) була представниця іспанської знаті, XIII герцогиня Альба-де-Тормес.

## Біографія

### Дитинство
Марія Тереза де Сільва Альварес де Толедо, яку називали Каетана, була єдиною донькою Франсиско де Паула де Сільва і Альварес де Толедо, Х герцога Уескарського  і Марії дель Пілар Ани де Сільва-Базан і Сармьєнто.
Її дитинство було сумним та важким через відсутність уваги з боку батьків, які надавали більшу перевагу розвагам ніж родині.
Батько помер у квітні 1770 році, коли Каетані виповнилось лише 8 років, залишивши їй усі титули та весь значний спадок. Через 5 років, у 1770 році мати вийшла заміж.

### Шлюб
З метою збереження двох іспанських герцогств, Альба-де-Тормес, і Медіна-Сідонія, дід Каетани віддав її заміж у 1775 році, у віці дванадцяти років за двоюрідного брата, Хосе Альвареса де Толедо і Гонзага, XI маркіза Війафранка дель Бьєрсо і майбутнього XV герцога Медіна-Сідонія. Шлюб став самим могутнім, багатим і титулованим в Королівстві Іспанія.
Каетана та її родина мешкали на два будинки, що були найбільшими приватними володіннями Мадриду, Палац Монклоа та Палац Буенавіста. Ще в одному палаці, успадкованому від дідуся, Палаці герцогів Альба в Piedrahita подружжя приймало представників уряду, діячів мистецтв, культури та науки, серед яких були письменник та політик Гаспар Мелчос де Ховейанос та художник Франциско-Хосе де Гоя.
В 1796 році герцог Альба помер і Каетана залишилась вдовою без дітей, без можливості передати прямим нащадкам всі свої титули та багатства.
Каетана Альба була жінкою з найбільшою кількістю титулів на початку XIX століття. Їх було 56.

### Меценатство і суперництво
Герцогиня Альба була однією з перших покровительок іспанського художника Франсиско Гойї та суперечливою жінкою свого часу завдяки своїй красі, статкам, чуттєвості та  вільному життю.
Життя аристократки було постійним сюжетом для  творів пригодницьких романів. Є ті, хто приписували їй роман з Гойя, який зобразив Каетану на кількох своїх картинах. Деякі, навпаки, заперечували будь-яку можливість любовного зв'язку між ними через соціальну нерівність, яка їх розділяла. Інші відзначали, що саме герцогиня Альба позувала для картини La maja desnuda.
Герцогиня Альба змагалися безпосередньо з самою королевою Іспанії, Марєю Луізою Пармською, дружиною короля Карла IV. Змагалася за першість в одязі та розкоші, для неї привозили ексклюзивні сукні з Парижу. Одного разу, Каетана скопіювала дизайн, призначений для королеви, і одягла в той самий одяг своїх служниць, з єдиною метою посміятись над королевою.

### Смерть
Каетана раптово померла у 1802 році у віці сорока років в своєму Палаці Буенавіста від хвороби, яка перебігала з гарячкою.

### Ексгумації
17 листопада 1842 р. при перенесення її останків з місця поховання в капличці герцогів Альба до церкви Спасителя і Св. Миколи на цвинтарі Сан-Ісідро було виявлено, що тіло Каетани було частково зруйноване: не вистачало однієї ноги.
У 1945 році труп герцогині було ексгумоване вдруге і проведено його патологоанатомічне дослідження. В результаті чого причиною смерті встановили отруєння.

## Каетана в культурі

### У літературі
- Volavérunt, de Antonio Larreta (Premio Planeta у 1980).
- Cayetana de Alba: maja y aristócrata, de María Dolores Arroyo, 1999.
- El último beso de Cayetana de Alba, de Concepción Calleja, 2001.
- La Duquesa de Alba, de Carmen Güell, 2002.
- La Casa de Alba: Mil años de historia y de leyendas…, de José Luis Sampedro Escolar, 2007.

### У кінематографі
- The Naked Maja, Генрі Костер (1958). Ава Гарднер в ролі Каетани.
- La tirana, Хуан де Ордунйа (1958). Лус Маркес в ролі Каетани.
- Goya, Джанкарло Менотті (1986). Вікторія Вергара в ролі Каетани.
- Volavérunt, Бігас Луна (1999). За романом Антоніо Ларетта. Айтана Санчес-Хіхон в ролі Каетани.
- Goya en Burdeos, Карлос Саура (1999). Марібель Верду в ролі Каетани.

### В образотворчому мистецтві

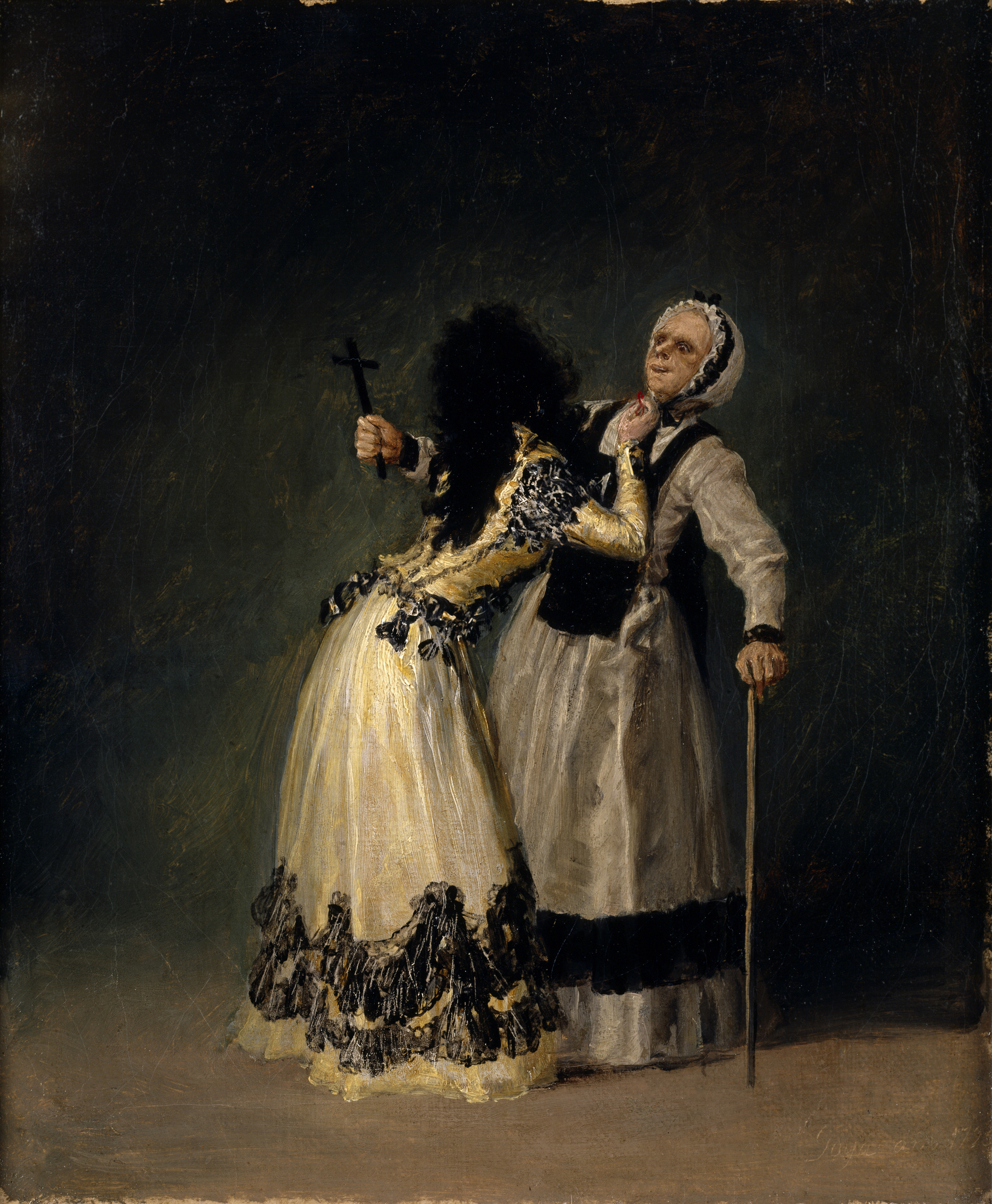
Герцогиня Альба та її дуенья, 1795, Франциско-Хосе де Гоя, Музей Прадо, Мадрид.
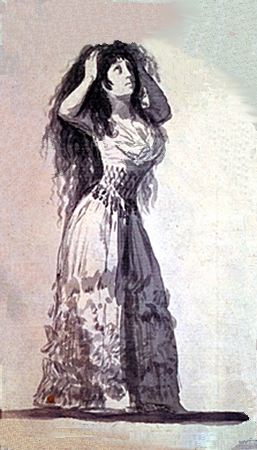
Герцогиня Альба причісується, 1796-1797, Франциско-Хосе де Гоя, Національна бібліотека Іспанії.
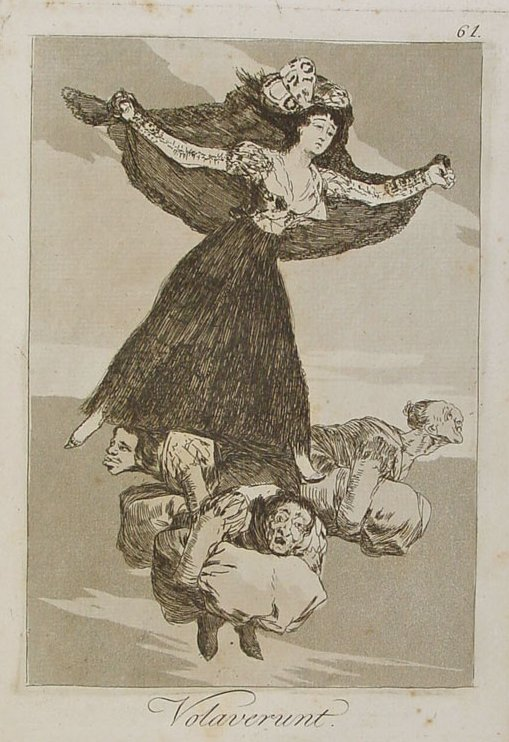
Capricho nº 61: Volaverunt, 1799, Франциско-Хосе де Гоя.

## Виноски
1. 1 2  Deutsche Nationalbibliothek Record #120500310 // Gemeinsame Normdatei — 2012—2016.
2. 1 2  FemBio database
3. ↑  Diccionario biográfico español — Real Academia de la Historia, 2011.
4. ↑  Іспанська королівська академія історії — 1738.